# Fröslunda
Fröslunda är en tidigare småort i Enköpings kommun och kyrkby i Fröslunda socken, Uppland. SCB klassade bebyggelsen i byn som småort till 2005
Byn består av Fröslunda kyrka, enfamiljshus samt bondgårdar och genomkorsas av länsväg C 568 som går genom byn som bygata.